# Sita Steckel

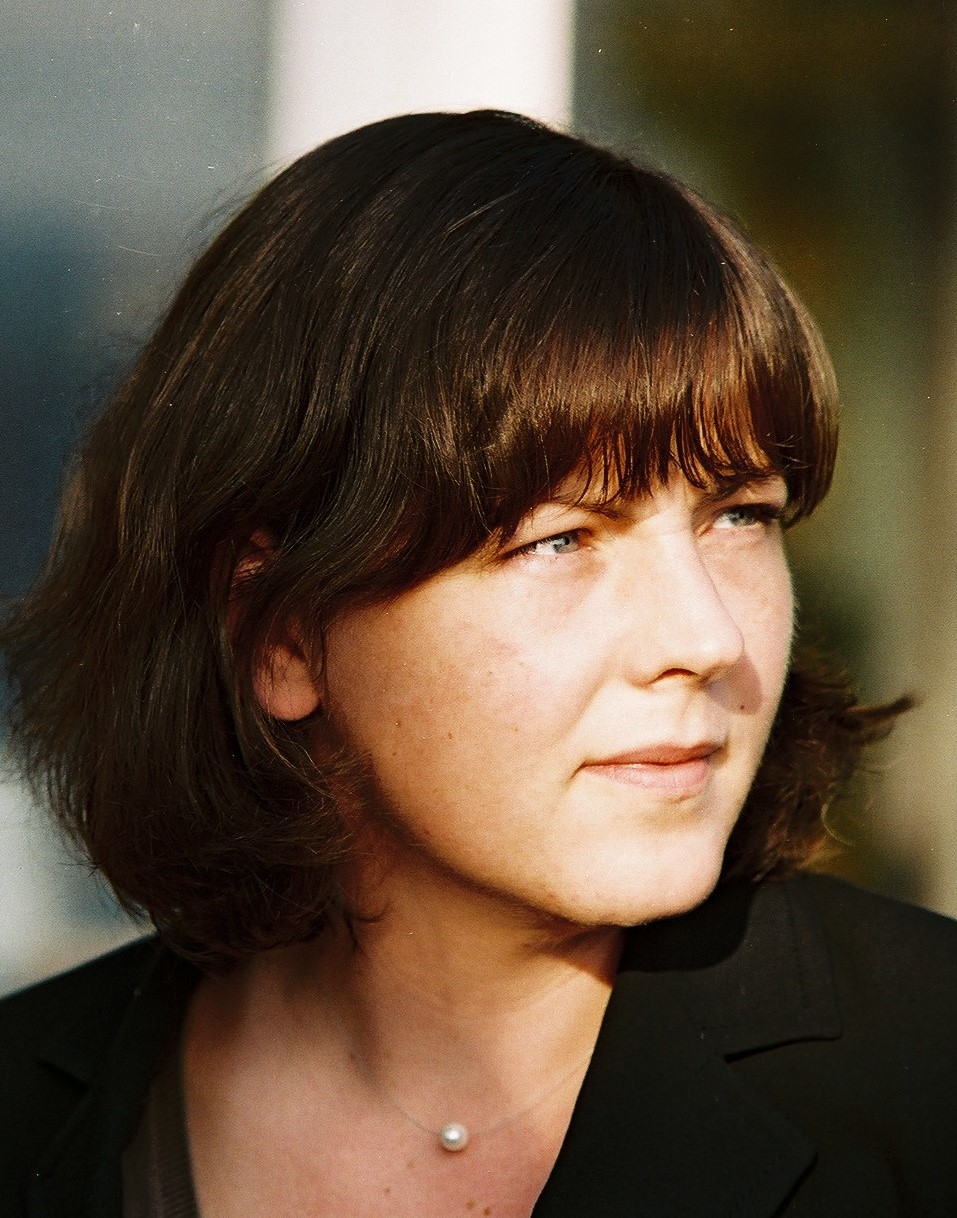
Sita Steckel, aufgenommen 2008 von Werner Maleczek auf einer Reichenau-Tagung des Konstanzer Arbeitskreises für mittelalterliche Geschichte

Sita Steckel (* 1974) ist eine deutsche Mittelalterhistorikerin und Hochschullehrerin.
Sita Steckel ist die Tochter von Ronald Steckel und Hannah Weitemeier. Sie studierte seit 1994 Mittelalterliche Geschichte (HF), Neuere Geschichte und Anglistik (NF) und erwarb den Grad der Magistra Artium 2001 an der Ludwig-Maximilians-Universität München. Dort wurde sie 2006 promoviert bei Martin Kintzinger mit einer über 1200-seitigen Dissertation über die mittelalterliche Bildungsgeschichte. Von 2012 bis 2020 war sie Juniorprofessorin für die Geschichte des Hoch- und Spätmittelalters. Von 2016 bis 2019 lehrte sie als Associate Professor II an der Universität Oslo. Von 2020 bis 2023 war sie Professorin für Geschichte des Hoch- und Spätmittelalters an der Universität Münster. Seit 2023 ist sie Professorin für Mittelalterliche Geschichte an der Johann Wolfgang Goethe-Universität Frankfurt am Main. Sie ist seit 2024 Mitglied des Konstanzer Arbeitskreises für mittelalterliche Geschichte.
Ihre Forschungsschwerpunkte sind religiöse Vielfalt und Polemik innerhalb des hoch- und spätmittelalterlichen lateinischen Christentums, Wissens- und Gelehrtengeschichte des lateinischen Mittelalters, Handschriftenkunde und digitale Editionen, historische und soziologische Modelle gesellschaftlicher Transformation.

## Schriften (Auswahl)
Monographien
- Kulturen des Lehrens im Früh- und Hochmittelalter. Autorität, Wissenskonzepte und Netzwerke von Gelehrten (= Norm und Struktur. Band 39). Böhlau, Köln 2011, ISBN 978-3-412-20567-6.

Herausgeberschaften
- mit Hartmut Beyer, Gabriela Signori: Bruno the Carthusian and his mortuary roll. Studies, text, and translations (= Europa sacra. Band. 16). Brepols, Turnhout 2014, ISBN 978-2-503-55009-1.
- mit Niels Gaul, Michael Grünbart: Networks of Learning. Perspectives on Scholars in Byzantine East and Latin West, c. 1000–1200 (= Byzantinistische Studien und Texte. Band 6). Lit, Münster 2014, ISBN 978-3-643-90457-7
- mit Martin Kintzinger: Akademische Wissenskulturen. Praktiken des Lehrens und Forschens vom Mittelalter bis zur Moderne (= Veröffentlichungen der Gesellschaft für Universitäts- und Wissenschaftsgeschichte. Band 13). Schwabe, Basel 2015, ISBN 978-3-7965-3398-3.